# Agrupamiento Cóndores
La Dirección Ejecutiva de Helicópteros con indicativo "Cóndores", pertenece al Estado Mayor Policial de la  Secretaría de Seguridad Pública del Distrito Federal,  y es encargado de prestar apoyo aéreo a la población de la Ciudad de México en emergencias médicas, tareas de vigilancia, seguridad disuasiva, apoyo a unidades y supervisión vial. Está al mando directo del Secretario de Seguridad Pública local y de la Jefa de Gobierno, Clara Brugada.

## Historia
El actual Agrupamiento Cóndores fue fundado en 1971, con dos helicópteros Bell 206 que prestó la Procuraduría General de la República a la Dirección General de Policía y Tránsito del Distrito Federal, Es así como se empiezan las vigilancias aéreas sobre la que ya era la gran urbe bajo el nombre de "Águilas". Durante el sexenio del presidente José López Portillo, se adquirieron 4 helicópteros Aerospatiale AS-350 Ecureuil. Con este nuevo equipo se empezaron hacer rescates y sobresalieron las ambulancias aéreas.
El hangar se encuentra localizado dentro del AICM (Aeropuerto Internacional  de la CDMX Benito Juárez. Era curioso ver que en sus inicios (antes de construir el Hangar) se movían los helicópteros de la colonia hacia el aeropuerto, empujándolos, y se tenía que detener la circulación vehicular para ceder el paso a las aeronaves.  
Al término del Sexenio, asumió como jefe policiaco capitalino Ramón Mota Sánchez, y bajo su administración el agrupamiento cambia de nombre a CONDORES, para diferenciarlos de la Policía Federal de Caminos, que también se hicieron llamar Águilas. Es en esta administración cuando el hangar de la Presidencia de la República hace la donación del helicóptero modelo Bell 212 y otros 2 helicópteros son donados por DETENAL (Departamento de Estudio del Territorio Nacional) hoy INEGI. Los modelos eran un Aérospatiale Alouette III SA-316 y un Bell 47 Soloy. 
En 1983, durante la administración del presidente Miguel de la Madrid Hurtado, se hizo entrega a la D.G.P.y T. del D.D.F., las nuevas instalaciones dentro de los terrenos del Aeropuerto, en la Aviación General, actual sede de la Dirección Ejecutiva de Helicópteros, hoy Secretaría de Seguridad Pública del Distrito Federal.
Durante los años 1988 a 1994, se adquirieron tres nuevas aeronaves para esta organización,  el Agrupamiento CONDORES y fueron 2 helicópteros modelo Twin Star, AS-355 F2 y un helicóptero modelo Bell 412. Ya estando como Presidente Carlos Salinas de Gortari y el último Regente de la CD. Oscar Espinoza Villareal. Durante esta administración se concentra al Agrupamiento, el helicóptero modelo Bell 212, que estaba para el servicio de la Regencia.
Para el año de 1996, durante el mandato de Ernesto Zedillo Ponce de León, se dotó a los CONDORES un helicóptero modelo AS-355 N, con motores más potentes y rendidores, que respondiera a las necesidades de la altitud de la CD. de México, que tiene una elevación de 7,400 pies aprox., sobre el nivel medio del mar. Contaba con una cámara de alta tecnología y luz infrarroja que podía enviar una señal en vivo al centro de mando desde la aeronave. 
Entrando al nuevo siglo, se adquieren 2 Ecureuiles de última generación, modelo AS 350 B3, siendo el jefe de Gobierno del Distrito Federal Alejandro Encinas y Joel Ortega al frente de la Policía Capitalina.

## Infraestructura

### Personal humano
- El personal para el Agrupamiento Cóndores consta de 38 mecánicos, tres médicos (2 médicos generales [Dr. Miguel Ángel Colín, Dr. Arcadio Ramírez, ] y un médico especialista en trauma y ortopedia el Dr Juan Carlos Lara. 22  paramédicos/operadores técnicos en aeromedicina. Certificados por el hospital Dr. Gea González  y el  sasemep con phtls NAEMT . BLS / AHA y PEEP /NAEMT  e inscritos al programa de TSU en línea de la Universidad a distancia de la SEP.  17 pilotos certificados. En todas las capacidades  y   cuentan con  trece helicópteros agregados hace un año 4 Bell 407  ( 2 equipados como ambulancia aérea con equipo de SAV)  y un Bell 429 y un centro de adiestramiento.[1]

### Flota
- Eurocopter AS 350 Ecureuil[2] contando con 7 unidades. 4 unidades operativas y tres fuera de servicio permanentemente, de las cuales una fue donada a la ESIME Ticóman del IPN, institución con la que el agrupamiento tiene convenio para prestar sus mecánicos a tareas de mantenimiento menor. Las otras dos aeronaves se encuentran en el Instituto Técnico de Formación Policial y en la base de Fuerza de Tarea con fines de exhibición.
- Bell 412 1 unidad (XC-SPV)
- Bell 206 2 unidades (XC-MDF, XC-PGJ)

En enero del 2015, la flota se ha renovado con 5 helicópteros Bell :
- Bell 407GX: 4 unidades (XC-DSA, XC-DMA, XC-DMX, XC-HDF, )
- Bell429 GlobalRanger: 1 unidad (XC-DMM)

## Misiones
23.564 misiones; 2.522 emergencias se atienden cada año, realizan 15 vuelos de 5 horas por la Ciudad de México.
Entre las principales eventualidades que atienden, resaltan:
- Sobrevuelo de vialidades
- Atención y traslado a hospitales
- Operación conjunta en operativos
- Rescates
- Apoyo a delegaciones
- Operativos doble y triple muro
- Combate a incendios.

### Estadísticas
Aunque el Agrupamiento Cóndores atiende 23.564 misiones al año, las estadísticas de la organización demuestran que solo el 42,63% son labores de Seguridad, 1,58% de apoyo a dependencias, 4,15% evacuaciones aeromédicas, y 51,61% de vialidad.